# Canal Street Railroad Bridge
Die Canal Street Railroad Bridge oder Pennsylvania Railroad Bridge ist eine Hubbrücke über den südlichen Arm des Chicago Rivers in Chicago, Illinois in den Vereinigten Staaten. Als sie erbaut wurde, handelte es sich bei der 1500 Tonnen schweren Hauptspanne um die schwerste Hubbrücke in den Vereinigten Staaten. Es ist die einzige Brücke dieser Bauart über den Chicago River. Am 12. Dezember 2007 wurde das Bauwerk als Chicago Landmark ausgewiesen.

## Konstruktion
Das Bauwerk wurde für die Pennsylvania Railroad erbaut, um eine zweigleisige Drehbrücke an derselben Stelle zu ersetzen. Die Notwendigkeit, einerseits die bestehende Brücke in der Zeit des Neubaus weiterhin zu nutzen und andererseits die Schifffahrt auf dem Fluss nicht zu behindern, machte den Neubau kompliziert. Die Lösung lag darin, dass man den Neubau mit der Hauptspanne in ihrer angehobenen Lage errichtete und die alte Brücke einriss, als der Neubau fertig war. Die Konstruktion wurde von Waddell & Harrington geplant, hergestellt und errichtet wurde die Konstruktion von der Pennsylvania Steel Company.
Der Bau des südlichen Turms begann am 4. September 1913. Nachdem beide Türme die Höhe von 56,4 m erreicht hatten, wurde ein Lehrgerüst errichtet, um die Hautspanne in gehobener Position zu bauen, 39,6 m über dem Fluss.

## Betrieb

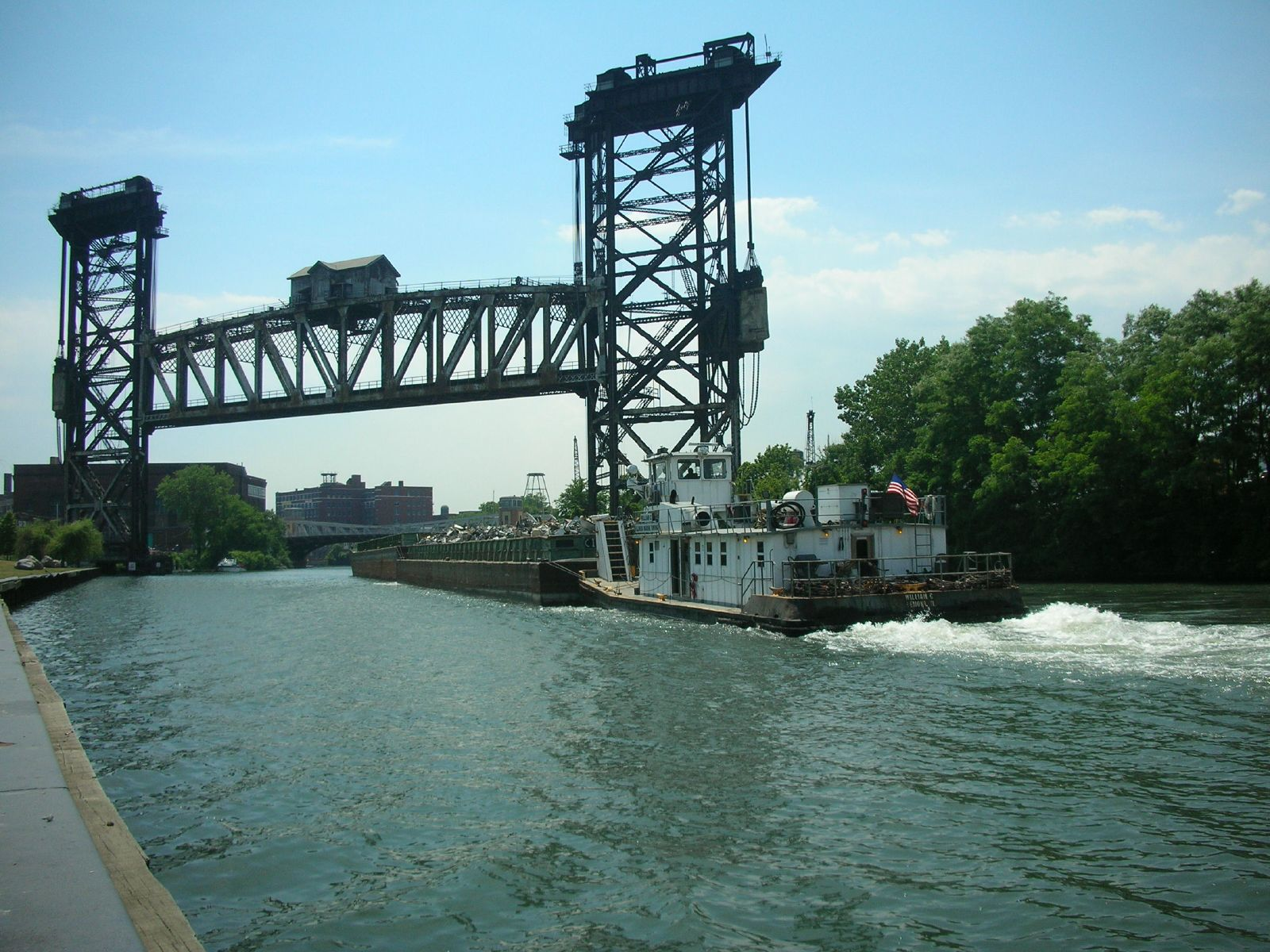
Canal Street Railroad Bridge in gehobener Stellung, um die Durchfahrt eines Schiffes zu ermöglichen

Die Brücke trägt zwei Gleise einer Eisenbahnstrecke über den Chicago River und kreuzt diesen in einer Höhe von etwa 12 m über dem Wasserspiegel. Die Hauptspanne konnte innerhalb von 45 Sekunden in eine Höhe von 34 m gehoben werden, um die Durchfahrt von Schiffen zu ermöglichen.
Um 1916 befuhren täglich rund 300 Züge die Brücke, die jeden Tag etwa 75 Mal angehoben wurde.